# Janneke Louisa
Janneke Louisa-Muller (1965) is een Nederlandse politica en ambtenaar. Van 12 mei 2012 tot 1 januari 2013 was zij partijvoorzitter van de ChristenUnie, als opvolger van Peter Blokhuis. Tevens was zij gemeentesecretaris van Wijk bij Duurstede. In december 2012 gaf Louisa aan om privéredenen het partijvoorzitterschap op te geven. Vanaf de zomer van 2014 was zij academiedirecteur Social Studies aan de Christelijke Hogeschool Ede. In 2018 ging zij aan de slag als bestuurder bij de zorgorganisatie Present.
Louisa studeerde sociale en economische geografie aan de Rijksuniversiteit Groningen. Ze is getrouwd en woont in Cothen. Kerkelijk behoort ze tot de evangelische stroming.